# Hammerstein-Kaserne
Die Hammerstein-Kaserne in Wesendorf war bis 2006 ein Standort der Bundeswehr. Nach dem Wegfall der militärischen Nutzung wurde die Kaserne in ein Wirtschafts- und Dienstleistungsgewerbegebiet umgewandelt.

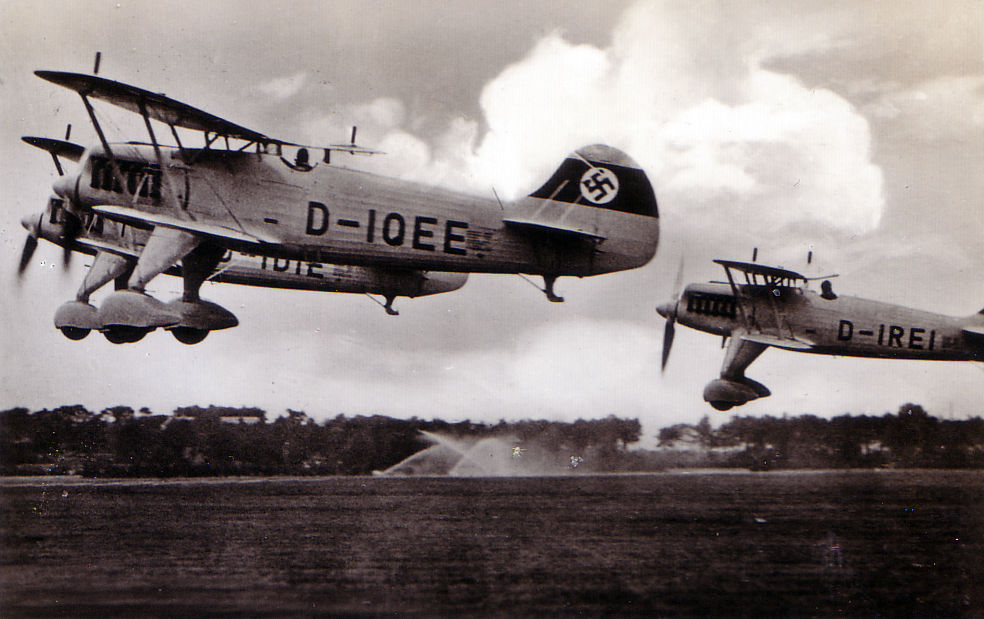
Heinkel He 51 der Blindflugschule Wesendorf

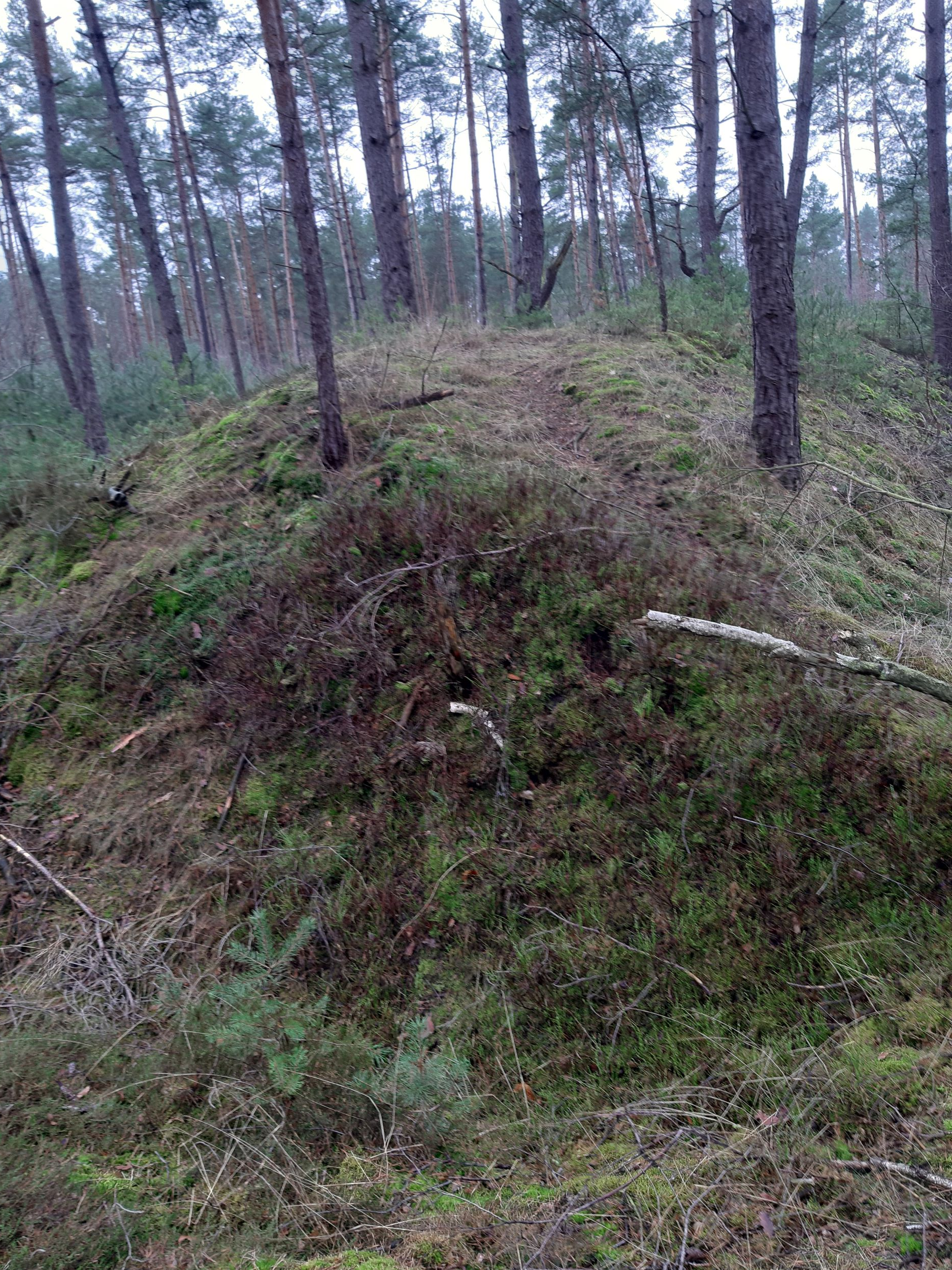
Splitterschutzwall für Militär-Flugzeuge westlich der B4 in der Brutlohsheide bei Wesendorf

## Geschichte

### Gründung und Ausbau vor dem Zweiten Weltkrieg
Die Militärflugverwaltung in Wietzenbruch erwarb 19?? eine Fläche von 249 ha Land mit Heidekoppeln in der Brutlohsheide. Dies ist ein Gebiet nordwestlich und nordöstlich von Wesendorf. Wenige Jahre später wurde die Fläche auf rund 370 ha erweitert. Das Gebiet wurde in der weiteren Kommunikation als Kommando Wesendorf erwähnt.
Ab 1934 wurde in Celle, dann in Radom (Polen) und zuletzt in Wesendorf die Blindflugschule 6 (BFS 6), später BFS 36 unter der Leitung des Kommodores Oberstleutnant Stollbrock stationiert. Ab dem 15. Oktober 1943 wurden diverse Gruppen mit mehreren Staffeln aus u. a. den Jagdgeschwadern 108 und 110 hinzubeordert. Zum Einsatz in Wesendorf kamen auch die Ju 52 („Tante Ju“) sowie die deutsche Flugzeugtypen Ar 96, Bf 108, Bf 109, Fw 190, Go 145, MC 202 und Si 204. Im Juli 1944 wurde in Wesendorf aus Teilen der Flugzeugführerschule B 36 eine III. Gruppe des Jagdgeschwaders 110 mit vier Staffeln neu aufgestellt. Das Kampfgeschwader 55 „Greif“ wurde am 31. August 1939 nach Wesendorf abkommandiert und war mit Kampfbombern vom Typ Heinkel He 111P beim Überfall auf Polen eingesetzt.
Zur Versorgung wurde eine Eisenbahnanschluss von der Ortschaft Wilsche zum Fliegerhorst durch den Forst Ringelah gebaut. Ein Abstellgleis für Güterwagen verlief – heute noch sichtbar – bis in das östlich vom Fliegerhorst gelegene Heestenmoor.
Für Kriegsgefangene unter anderem aus Tschechien, Polen und den Benelux-Ländern, Zwangsverpflichteten und Freiwilligen aus Ungarn wurden Gefangenenlager an der Krümme (jetzige Kreuzung B4/K7) und das Lager „Birkenkamp“, das jetzige Baugebiet Deemoorweg-West, errichtet. Zuständigkeiten regelte die damaligen JVA Wolfenbüttel und Celle. Sie mussten unter anderem für den Kampfeinsatz der Me 262 eine befestigte Startbahn aus Beton bauen. Wenige Quadratmeter Betonfläche sind noch am Wirtschaftsweg Demoorweg – südöstlich von Wesendorf – zu finden.
1936 entstanden auf dem Fliegerhorst Baracken für ca. 50 Soldaten und Zivilisten. Dadurch wurden Vorbereitungen für die Entstehung eines Fliegerhorstes der Reichsluftwaffe geschaffen. Durch Zuzüge von Arbeitskräften wuchs die Einwohnerzahl von Wesendorf in den Jahren 1933 bis 1939 von 310 auf 1497. Auf einem etwa vier Hektar großen Gelände nordöstlich der heutigen Wittinger Straße wurden 1936 im ersten Bauabschnitt 120 Wohnungen für Arbeiter, Mannschaften und Unteroffiziere errichtet, die heutige „Oppermann-Siedlung“.
1939 entstanden in einem zweiten Bauabschnitt weitere etwa 100 Wohnungen für Beamte, Angestellte und Unteroffiziere. Die Offizierswohnungen wurden in unmittelbarer Nähe des Fliegerhorstes östlich der B4 gebaut. Bis 1950 hatte sich die Gesamtzahl der Wohngebäude in der Gemeinde mit insgesamt 217 fast verfünffacht.

### Zweiter Weltkrieg
Anfang April 1945 wurde der Fliegerhorst Wesendorf trotz verlustreicher Luftkämpfe in drei Angriffswellen von amerikanischen Bombern schwer beschädigt. Ein Bomber, Consolidated B-24 „Liberator“ der 446th Bombardment Group stürzte ins Heestenmoor ab. Zeitzeugen erinnern sich, dass in der Mittagszeit des 4. April 1945 zahlreiche Bomben zivile Häuser und Bauernhöfe zerstörten. Am 10. April 1945 kamen bei einem Bombenangriff in der Mittagszeit insgesamt 82 Personen, davon 48 Männer, unter ihnen 14 Ungarn aus Páka sowie 34 Frauen ums Leben. Am 11. April 1945 nahmen amerikanische Truppen Wesendorf und die Nachbarorte kampflos ein. Nach der bedingungslosen Kapitulation der Wehrmacht am 8. Mai 1945 besetzten west-alliierte Streitkräfte die Militäranlage.

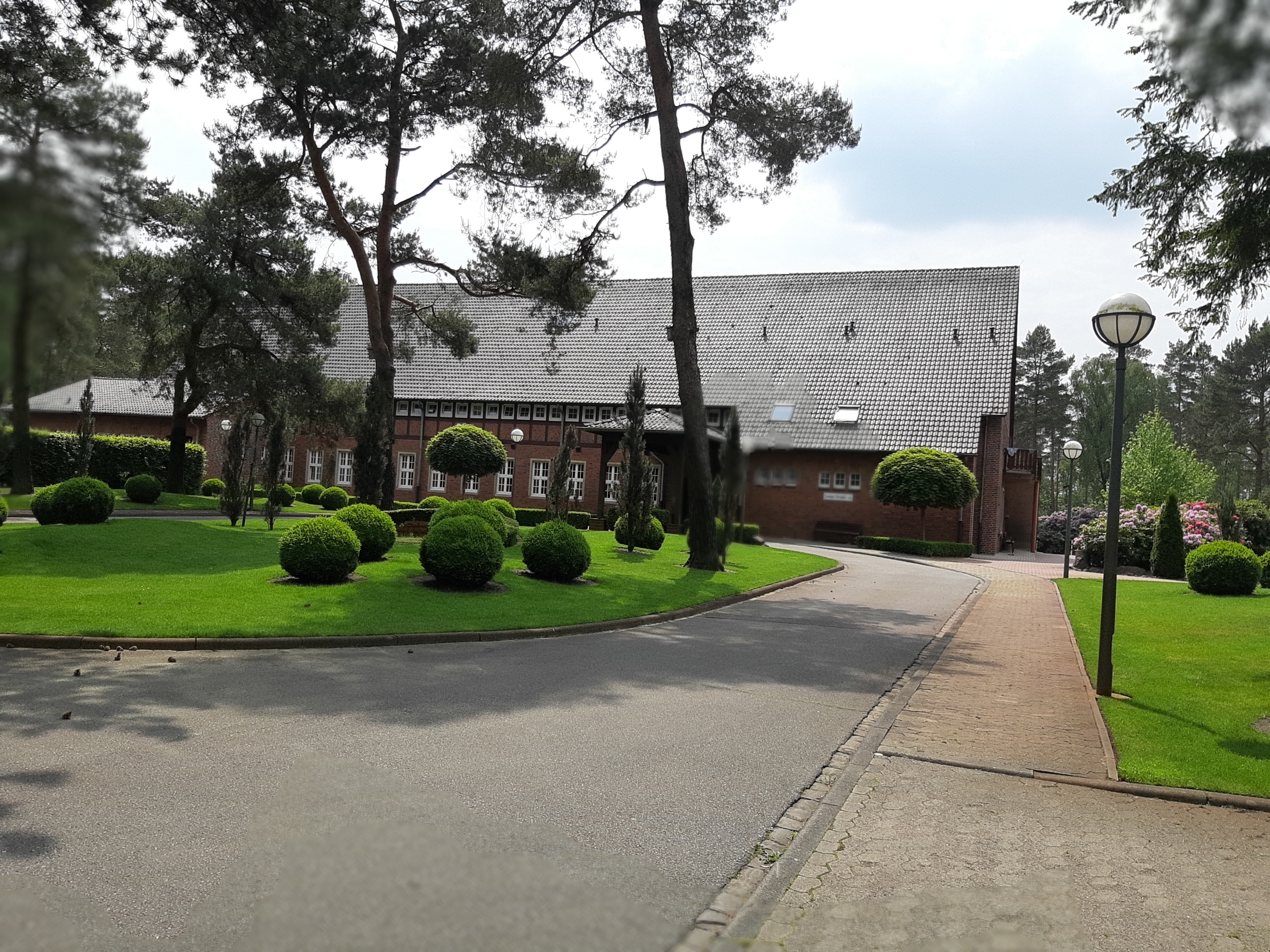
Ehemaliges Offiziersheim in der Hammerstein-Kaserne

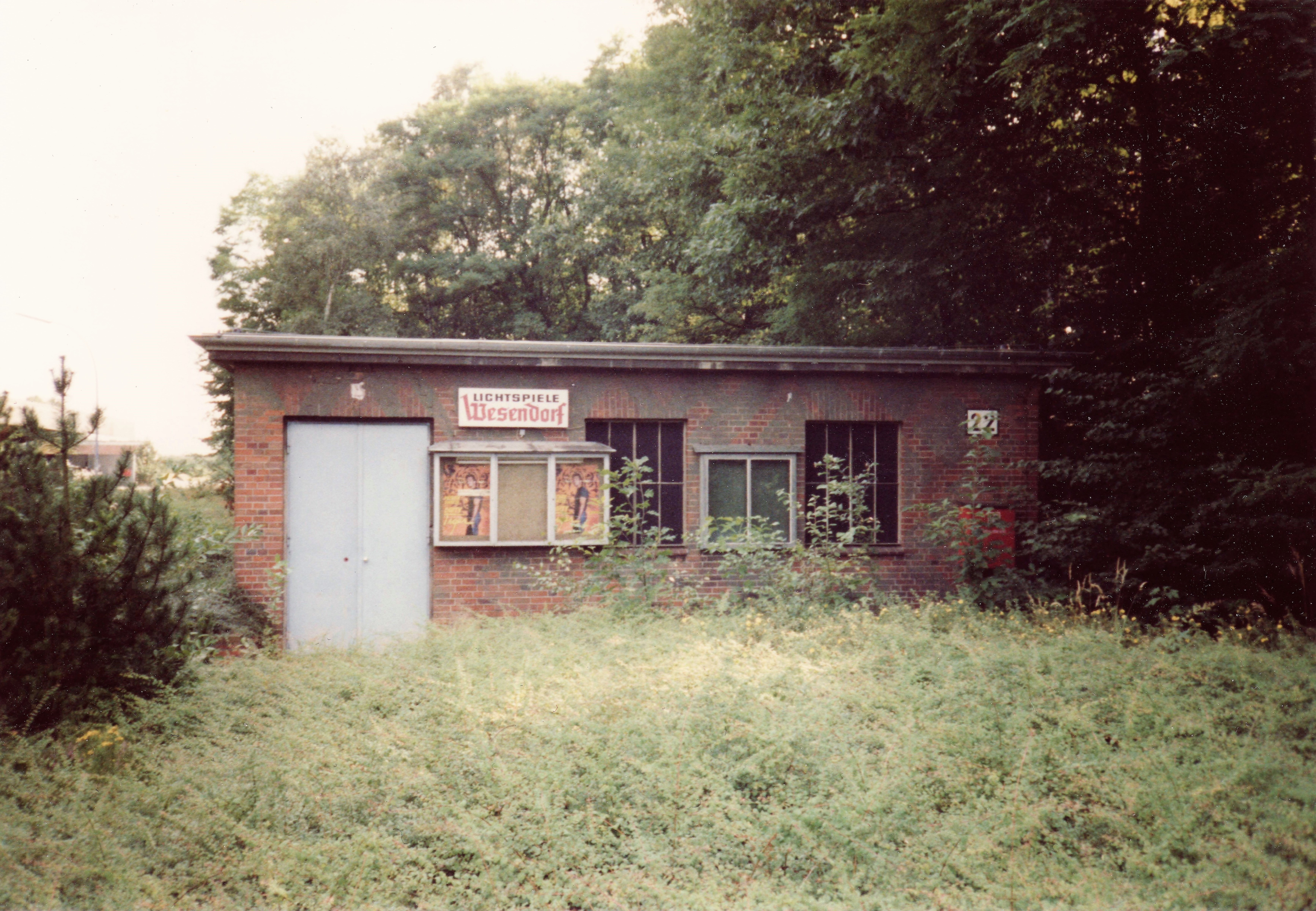
Ehemalige Mitspielstelle der Lichtspiele Wesendorf (Standortkino) in der Hammerstein-Kaserne

### Militärische Nutzung 1945–2006
Von Mai 1945 bis 1956 belegten die alliierten Streitkräfte die Liegenschaft.
Ab 1957 nutzte die Bundeswehr die Kasernenanlagen zu Ausbildungszwecken (u. a. Grundausbildung) für die Luftwaffe und für das Heer. Im Auftrag der NATO überwachte eine Funk- und Fernmeldeeinheit der Britischen Streitkräfte mit einem hohen Turm den Funk- und Fernmeldeverkehr an der ehemaligen deutsch-deutschen Grenze zur DDR. Dieser „Horchturm“ wurde nach der Wiedervereinigung demontiert. Die britischem Militärs verließen mit einem militärischen Appell ihren Stützpunkt. Ein kleiner Teil des ehemaligen Rollfeldes auf dem Standortübungsplatz wurde Ende der 1960er bis Anfang der 1970er Jahre von Segelfliegern genutzt.
1968 erhielt der ehemalige Fliegerhorst den Namen Hammerstein-Kaserne in Anlehnung und Anerkennung des Generals sowie vehementen „Hitler-Kritikers“ Kurt von Hammerstein-Equord (1878–1943).
Ab Oktober 1981 bis zur Auflösung im September 1992 war das Panzergrenadierbataillon 13 in der Kaserne stationiert. Im Oktober 1981 kam das Panzergrenadierbataillon 332 hinzu, welches im Mai 2006 aufgelöst wurde. Von Oktober 1992 bis April 1997 war dieses umbenannt in Panzergrenadierlehrbataillon 332.
2006 wurde die Kaserne geschlossen, Bürgerproteste auf Grund des drohenden Verlustes von zahlreichen Arbeitsplätzen blieben erfolglos. Der Auflösungsappell des Panzergrenadierbataillons 332 war am 4. Mai 2006. Am 30. Juni 2006 wurde die Bundesdienstflagge mit einem feierlichen Appell eingeholt.

### Nachnutzung

#### Hammerstein-Park
Seit 2007 wird die Liegenschaft als Wirtschafts- und Dienstleistungsgewerbegebiet Hammerstein-Park vermarktet und teilweise vom Dienstleistungs- und Handwerksgewerbe (u. a. Metallverarbeitung, Kfz-Werkstatt etc.) sowie als Fahrsicherheitstrainingsplatz (u. a. Motorrad, Pkw, Kleintransporter), Ausbildungsstandort zum Führen von Quadrokoptern, Standort für Sport- und Freizeitvergnügen (Outdoor-Bogenschießen, Driving Area und Paintballparcours) und durch Immobilienunternehmen genutzt.
Die ein- und zweigeschossigen Unterkünfte für die Mannschaften innerhalb der Kaserne wurden teilweise abgerissen. Dort entsteht ein park- und zooähnliches Gelände für eine Seniorenresidenz und ihre Besucher.

#### DBU-Naturerbe-Fläche
Seit 2016 ist die DBU Naturerbe Eigentümerin des ehemaligen Standortübungsplatzes. Die DBU-Naturerbe-Fläche ist 292 Hektar groß und aufgrund des vielfältigen Offenlandmosaiks von überregionaler Bedeutung für Tag- und Nachtfalter sowie diverse seltene Trockengräser. Die Hubschrauber-Fliegerstaffel der Bundespolizei in Gifhorn in der ehemaligen BGS-Kaserne nutzt den ehemaligen Truppenübungsplatz regelmäßig für Schulungs- und Übungseinsätze wie u. a. Tiefflug, Löschwasser- und Materialtransport.

#### Hammerstein-Siedlung
Die Wohnungen in der sogenannten „Hammerstein-Siedlung“ wurden nach der Standortschließung überwiegend an Privatinvestoren veräußert.

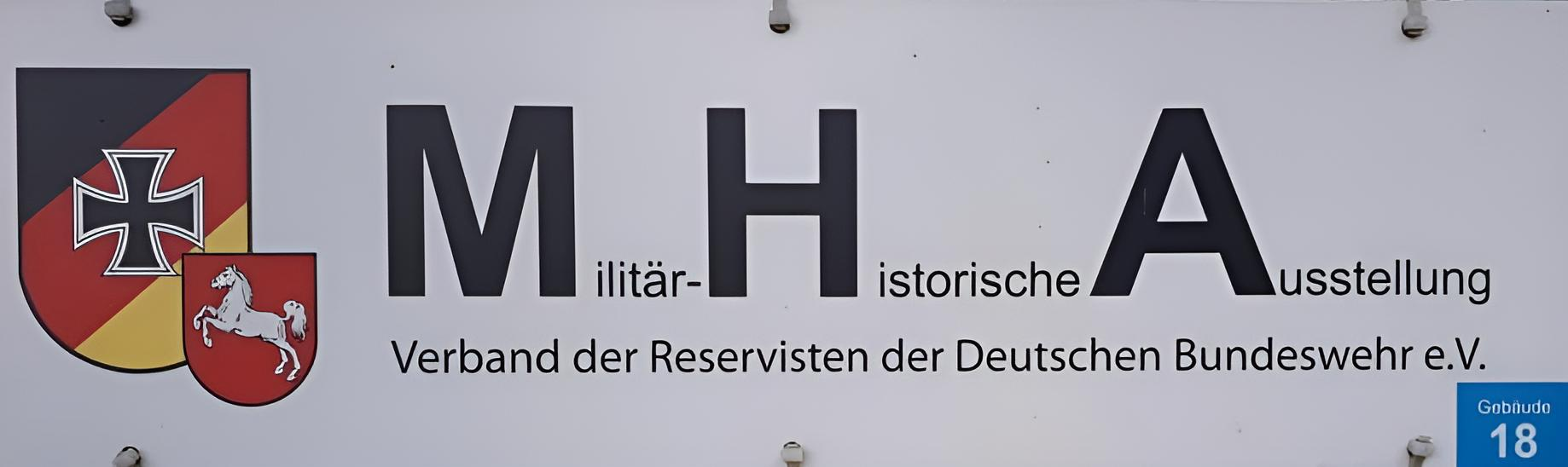
Hinweisschild zur Militär-Historischen Ausstellung des VdRBw

#### Militär-Historische-Ausstellung
Seit 2019 befindet sich im ehemaligen Stabsgebäude der Kaserne eine Militär-Historische-Ausstellung der Reservistenarbeitsgemeinschaft (RAG) Waffen-Uniform-Modellbau in der Kreisgruppe Südheide im Verband der Reservisten der Deutschen Bundeswehr. Hier werden über 100.000 Exponate methodisch und didaktisch sinnvoll präsentiert.